# 김현준 (1983년)
김현준(한국 한자: 金賢俊, 1983년 7월 6일 ~ )은 대한민국의 전 축구 선수이며, 포지션은 미드필더였다.